# 湖泊拟猛水蚤
湖泊拟猛水蚤（学名：Harpacticella lacustris）为猛水蚤科拟猛水蚤属的动物。分布于印度以及中国大陆的福建等地，常见于咸淡水及淡水中。
其种加词“lacustris”意为“湖沼的”。